# Adrián Mateos
Adrián Mateos Díaz (Madrid, 1 juli 1994) is een Spaans professioneel pokerspeler. In 2017 werd hij de jongste speler ooit die drie World Series of Poker-titels op zijn naam heeft staan. Zijn eerste titel was het No Limit Hold'em Main Event van de World Series of Poker Europe in 2013. Ook won hij in 2015 de Grand Final in Monte Carlo tijdens de European Poker Tour.
In zijn carrière heeft Mateos meer dan $25.214.000,- bij elkaar gewonnen in toernooien.

## WSOP-titels
| Jaar                              | Event                                          | Prijs      |
| --------------------------------- | ---------------------------------------------- | ---------- |
| World Series of Poker Europe 2013 | €10.450 No Limit Hold'em Main Event            | €1.000.000 |
| World Series of Poker 2016        | $1.500 Summer Solstice No Limit Hold'em        | $409.171   |
| World Series of Poker 2017        | $10.000 No Limit Hold'em Heads Up Championship | $335.656   |
| World Series of Poker 2021        | $250.000 Super High Roller No Limit Hold'em    | $3.265.362 |